# Leyla Rajabi
Leyla Rajabi (née Tatsiana Ilyushchanka, le 18 avril 1983 à Vitebsk en Biélorussie) est une athlète iranienne, spécialiste du lancer de poids.
Son nom en persan s'écrit : لیلا رجبی.

## Biographie
Biélorusse mariée à un athlète iranien et convertie à l'islam, elle obtient la nationalité iranienne et améliore de trois mètres le record national du lancer du poids

## Palmarès
| Date                        | Compétition                     | Lieu                        | Résultat                    | Marque                      |
| Représentant la Biélorussie | Représentant la Biélorussie     | Représentant la Biélorussie | Représentant la Biélorussie | Représentant la Biélorussie |
| --------------------------- | ------------------------------- | --------------------------- | --------------------------- | --------------------------- |
| 2002                        | Championnats du monde juniors   | Kingston                    | 5e                          | 16,18 m                     |
| 2005                        | Championnats d'Europe espoirs   | Erfurt                      | 7e                          | 16,49 m                     |
| Représentant l' Iran        |                                 |                             |                             |                             |
| 2009                        | Jeux asiatiques en salle        | Hanoï                       | 1re                         | 17,17 m                     |
| 2009                        | Championnats d'Asie             | Canton                      | 3e                          | 16,71 m                     |
| 2009                        | Championnats du monde           | Berlin                      | 25e                         | 16,60 m                     |
| 2010                        | Championnats d'Asie en salle    | Téhéran                     | 1re                         | 17,32 m                     |
| 2010                        | Jeux asiatiques                 | Canton                      | 6e                          | 16,51 m                     |
| 2011                        | Championnats d'Asie             | Kobe                        | 3e                          | 16,60 m                     |
| 2012                        | Championnats d'Asie en salle    | Hangzhou                    | 2e                          | 17,51 m                     |
| 2012                        | Championnats du monde en salle  | Istanbul                    | 12e                         | 17,29 m                     |
| 2012                        | Jeux olympiques                 | Londres                     | 21e                         | 17,55 m                     |
| 2013                        | Jeux de la solidarité islamique | Palembang                   | 1re                         | 17,02 m                     |
| 2013                        | Championnats d'Asie             | Pune                        | 2e                          | 18,18 m                     |
| 2014                        | Jeux asiatiques                 | Incheon                     | 2e                          | 17,80 m                     |
| 2015                        | Championnats du monde           | Pékin                       | 18e                         | 17,04 m                     |
| 2016                        | Championnats d'Asie en salle    | Doha                        | 4e                          | 16,02 m                     |
| 2016                        | Jeux olympiques                 | Rio de Janeiro              | 32e                         | 16,34 m                     |

## Records
| Épreuve         | Épreuve      | Performance | Lieu  | Date            |
| --------------- | ------------ | ----------- | ----- | --------------- |
| Lancer du poids | En plein air | 18,18 m     | Pune  | 6 juillet 2013  |
| Lancer du poids | En salle     | 18,01 m     | Minsk | 24 février 2006 |